# Avtandil Črikišvili
Avtandil Črikišvili (* 18. března 1991 Tbilisi) je gruzínský zápasník – judista.

## Sportovní kariéra
Vyrůstal v Noriu. Začínal s gymnastikou na popud své babičky, která ho vodila na tréninky do Tbilisi. V 11 letech ho však zaujalo judo a v 15 letech dosáhl prvního většího úspěchu. V 17 letech se poprvé dostal do juniorské reprezentace, ale přechod mezi seniory neměl optimální především kvůli špatné obraně v boji na zemi. Připravuje se v Tbilisi pod vedením Gurama Modebadzeho. V roce 2012 se kvalifikoval na olympijské hry v Londýně. Několik týdnů před hrami měl automobilovou nehodu se svým týmovým kolegou Varlamem Lipartelijanim, ze které si odnesl rozbitou pusu. Ve třetím kole v souboji s Američanem Travisem Stevensnem mu rána začala krvácet čehož Američan využil v boji na zemi. Po nasazeném škrcení ho přinutil zápas vzdát.
V roce 2016 odjížděl na olympijské hry v Riu jako světová jednička v polostřední váze. Při zahajovacím ceremoniálu byl vlajkonošem gruzínské výpravy. V prvním kole si poradil s mladým Kubáncem Ivánem Sivou, kterého poslal koncem třetí minuty na juko technikou uči-mata. V dalším kole si takticky pohlídal judo nevyzpytatelného Salvadorce Diega Turcise na dvě šida a ve čtvrtfinále vybodoval technikou curi-goši Itala Mattea Marconciniho. V semifinále se utkal s Američanem Travisem Stevensonem a po minutě boje kontroval jeho nástup do ko-soto-gake. Videorozhodčího však tento kontrachvat nechal chladným a zápas pokračoval dál. Minutu před koncem se po Stevensnově pasivitě dostal do výhody na šido, kterou však záhy promarnil. Neodhadl svůj nástup do sode-curikomi-goši a zopakoval tak scénář z před čtyř let, kdy ho Američan dostal do submise škrcením. V boji o třetí místo nastoupil proti svému neoblíbenému soupeři Japonci Takanori Nagasemu. Japonec opět krásně četl jeho pohyb a navíc koncem třetí minuty nezachytil jeho výpad o-soto-gari a spadl na yuko. V poslední minutě dostal Nagaseho pod tlak, ale získal na něm pouze dvě šida za pasivitu. Obsadil 5. místo.
Po olympijských řešil vleklé problémy se šlachami na ruce. Přestupem do vyšší střední váhy do 90 kg tzv. nezatěžováním těla shazováním váhy problém nevyřešil. V létě 2017 se podrobil operaci, která ho rovněž problému nezbavila.

### Vítězství
- 2011 - 2x světový pohár (Tbilisi, Bukurešť)
- 2012 - 2x světový pohár (Tbilisi, Buenos Aires)
- 2013 - 1x světový pohár (Düsseldorf)
- 2014 - 3x světový pohár (Tbilisi, Paříž, Havana)
- 2015 - 1x světový pohár (Kano Cup)
- 2016 - 1x světový pohár (Paříž)

## Výsledky
| Olympijské hry     | —   |     |    |     | úč. |    |    |    | 5. |  |  |  |  |  |  |  |  |  |  |  |  |  |  |
| Mistrovství světa  |     | —   | —  | úč. |     | 2. | 1. | 5. |    |  |  |  |  |  |  |  |  |  |  |  |  |  |  |
| Evropské hry       |     |     |    |     |     |    |    | 1. |    |  |  |  |  |  |  |  |  |  |  |  |  |  |  |
| Mistrovství Evropy | —   | —   | —  | —   | 5.  | 1. | 1. | 1. | 2. |  |  |  |  |  |  |  |  |  |  |  |  |  |  |
| MS juniorů         | úč. | úč. | 1. |     |     |    |    |    |    |  |  |  |  |  |  |  |  |  |  |  |  |  |  |
| ME juniorů         | úč. | 3.  | 1. |     |     |    |    |    |    |  |  |  |  |  |  |  |  |  |  |  |  |  |  |